# Anicka Yi
Anicka Yi  (Seúl, Corea del Sur, 1971) es una artista conceptual cuya obra se basa en las intersecciones entre las fragancias, la cocina y la ciencia. Yi es conocida especialmente por sus instalaciones que involucran los sentidos, especialmente el olfato, y también por sus colaboraciones con biólogos y químicos. Yi vive y trabaja en Nueva York y es representada por la galería 47 Canal.

## Primeros años
A la edad de dos años, la familia de Yi se trasladó de Corea del Sur a Alabama y luego a California. Su padre es un ministro protestante y su madre trabaja en una empresa biomédica.
Después de graduarse del Hunter College vivió en Londres donde trabajó durante varios años como estilista de moda y redactora publicitaria. Fue a los 30 años cuando empezó a experimentar con el arte mientras exploraba sus intereses en la perfumería y la ciencia. Sus primeras obras fueron realizadas en 2008 cuando formaba parte del colectivo artístico Circular File, junto con Josh Kline y Jon Santos.

## Obra
En su práctica artística Yi utiliza el olor, lo táctil y lo perecedero como vías para reconfigurar los parámetros epistemológicos y sensoriales de un mundo artístico que es predominantemente visual.

### Materiales
Yi es conocida por usar materiales poco ortodoxos, a menudo vivos y perecederos, como: flores fritas en tempura, lienzos hechos de jabón, cabezales de ducha de acero inoxidable, pastillas de aceite de pescado, sandalias Teva que han sido trituradas y hervidas en lotes de leche en polvo retirados del mercado y distintas bacterias. En 2018 David Everitt Howe escribió en Art Review que esta "mezcla incongruente de medios" está "dispuesta en algo elegantemente alegórico sobre las diversas industrias que constituyen nuestra identidad."

### Proceso
Yi suele manipular estos materiales poco convencionales para sus obras de arte, en ocasiones transformándolos por completo, como en el caso de la kombucha que ha fermentado hasta conseguir un material similar al cuero. Para una obra titulada verbatem? verbatom? 4 creada en 2014 para su exposición Divorce en 47 Canal, Yi inyectó oxitocina en caracoles vivos.
Yi considera la escritura como el elemento primordial de su práctica. En una entrevista con Ross Simonini, explicó: "La escritura es una de mis herramientas principales. A menudo descubro mis pensamientos sobre las obras a través de la escritura. La sintaxis, la estructura de las frases... son cosas que me ayudan mucho. Escribo mucho sobre el trasfondo de mis esculturas, como si fueran personajes en una novela o en un guión. Comparto estos escritos con mis amigos, pero nadie más los ve. No soy una persona muy visual. No pienso en imágenes. No hago bocetos. No uso referencias visuales tanto como debería. Es una gran desventaja para mí. Mi escritura no capta la idea de la obra como lo haría un boceto. Así que quizás no estoy trabajando de la manera más productiva. Mi punto de partida es verbal."
También ha descrito su proceso como una versión similar pero invertida del proceso científico que se emplea en los laboratorios. "Los científicos tienen su hipótesis y luego pasan los siguientes 20 o 30 años de su carrera intentando demostrarla, mientras que los artistas no entenderán realmente cuál era su hipótesis hasta el final de su carrera."

## Selección de obras y exposiciones

### You Can Call Me Fen The Kitchen
En 2015 presentó su exposición You Can Call Me F en The Kitchen en Nueva York. Para este proyecto Yi tomó muestras de 100 mujeres y con la ayuda de Tal Danino, biólogo sintético en MIT, cultivó dichas bacterias en una placa de agar para "empujar a los visitantes" a responder la pregunta "¿A qué huele el feminismo?" Cada mujer tuvo la posibilidad de elegir el lugar de su cuerpo de donde se tomaría la muestra, variando desde la boca hasta la vagina. Yi y Danino desarrollaron esta obra a través del taller "El arte y la ciencia de las bacterias" que tomó lugar durante una residencia artística que la artista realizó en el MIT. Yi describió que quería que esta obra explorase el "miedo patriarcal" relacionado con la higiene y el cuerpo femenino. En su exposición, Yi buscaba representar el cuerpo de la mujer a través de olores en lugar de imágenes, apelando a lo que Andrea K. Scott, escritora del New Yorker describe como "expectativas masculinas salaces".

### "Life is Cheap" en el Museo Guggenheim
Yi fue la ganadora del premio bianual Hugo Boss 2016 presentado por el Museo Guggenheim. En 2017 Yi debutó en el museo con la exposición Life is Cheap, la cual exploraba su "interés sociopolítico de lo olfativo."
En la entrada de esta exposición, los visitantes se encontraban con un aroma diseñado por la artista, un olor híbrido entre hormigas y mujeres asiático-americanas llamado Immigrant Cactus. El espacio central de la galería incluía dos obras contrapuestas que representaban biosferas confinadas. Una de las obras, titulada Force Majeure, permanecía contenida en un espacio con temperatura regulada y hacía uso de baldosas de plexiglás cubiertas con agar, en donde crecían bacterias provenientes de muestras tomadas en los barrios de Chinatown y Koreatown en Manhattan. La otra obra titulada Lifestyle Wars contenía una colonia de hormigas cuya estructura se asemejaba a una placa de circuitos eléctricos, haciendo referencia a la organización social y su relación con la tecnología.

Un detalle de la obra Lifestyle Wars de Anicka Yi en su exposición de 2017 "Life is Cheap" en el Museo Guggenheim

En un video producido por el Museo Guggenheim, Yi explica que "estamos lidiando con una sociedad que está excesivamente obsesionada con la limpieza. Y en parte por eso trabajo con bacterias como material. Especialmente en Occidente tenemos este miedo morboso a los aromas potentes, a las bacterias. Estoy proporcionando una especie de visualización de la ansiedad de las personas por los gérmenes y bacterias que proliferan a nuestro alrededor."

### The Flavor Genomeen la Whitney Biennial
Su obra incluida en la Whitney Biennial fue un video en 3D de 22 minutos titulado The Flavor Genome, el cual seguía a un químico buscando una planta a través de la Amazonía en Brasil. En la historia, se piensa que esta planta tiene propiedades medicinales, por lo que es atractiva para la industria farmacéutica. El filme considera temas relacionados con la bioingeniería y el imperialismo.

## Otras disciplinas

### Ciencia
Yi trabaja estrechamente con investigadores en diferentes universidades como Columbia University y el MIT. Colaboró con Tal Danino, becario postdoctoral del MIT durante su residencia artística en dicha institución. Juntos crearon nuevos materiales biológicos.

### Feminismo
En muchas entrevistas, Yi ha explicado que considera su trabajo olfativo como una respuesta feminista ante el trabajo artístico predominantemente visual diseñado en torno a la mirada masculina. La artista también ha comentado sobre las jerarquías de género que existen en los sentidos, argumentando una posible revaluación del sentido del olfato. Como una conocedora autodidacta de la perfumería, Yi busca elevar esta disciplina que normalmente está relegada en la industria de la belleza.
La crítica Jane Yong Kim escribió sobre su exposición de 2015 en The Kitchen, la cual incluía una pieza que mostraba materia orgánica proveniente de muestras tomadas de más de 100 mujeres. Kim explica que estas bacterias representan cómo los cuerpos femeninos pueden suponer una amenaza por la posibilidad de que estas bacterias causen infecciones.

## Recepción
Publicaciones de Nueva York han comparado su trabajo con la obra de Joseph Beuys, Matthew Barney, Robert Gober y Darren Bader. Algunas de las estrategias que utiliza, como en el caso de su exposición You Can Call Me F, han sido descritas como reminiscentes a la obra de Marcel Duchamp por parte de un escritor del New Yorker. La académica Caroline A. Jones utiliza el término "bio-ficción" para describir la obra de Yi. Describe sus trabajos como formas de explorar las "biopolíticas de los sentidos."

## Selección de exposiciones

### Exposiciones individuales
- 2011:Excuse Me, Your Necklace Is Leaking, Green Gallery, Milwaukee[18]
- 2011:SOUS-VIDE, 47 Canal, Nueva York[19]
- 2013:Denial, Lars Friedrich, Berlín[20]
- 2014:Divorce, 47 Canal, Nueva York[21]
- 2015:7,070,430K of Digital Spit, Kunsthalle Basilea, Suiza[22]
- 2017:Life Is Cheap, Solomon R. Guggenheim Museum, Nueva York[23]

### Exposiciones grupales
2017 Whitney Biennial; 12th Biennale de Lyon; Studiolo, Zúrich; Museum of Contemporary Art, Miami; Museum of Contemporary Art, Basilea; White Flag Projects, St. Louis; Sculpture Center, Nueva York; White Columns, Nueva York; West Street Gallery, Nueva York.

## Premios y reconocimientos
- 2011: The Louis Comfort Tiffany Foundation Award[25]
- 2014-2015: Artista visitante en el MIT Center for Art, Science & Technology[26]
- 2016: Hugo Boss Prize[27]

## Medios

### Libros
- 2015: 'Anicka Yi: 6,070,430K of Digital Spit'[28]